# Luigi Vittorio af Savoyen-Carignano
Luigi Vittorio af Savoyen-Carignano (født 25. september 1721 i Paris, død 16. december 1778 i Torino) var prins af Savoyen og titulær fyrste af Carignano. Hans oldesøn var konge af Sardinien i 1831–1849. Hans tipoldesøn og dennes efterkommere var konger af Italien i 1861–1946. 

## Slægt
Luigi Vittorio var dattersøn af Viktor Amadeus 2. Sardinien-Piemont, der havde været konge af Sicilien i 1713 – 1718, og som var Sardiniens første konge i 1720 – 1730.
Luigi Vittorio var søn af Maria Vittoria af Savoyen (en datter af kong Viktor Amadeus 2. Sardinien-Piemont, Maria Vittoria var født udenfor ægteskab, men blev senere legitimeret) og Viktor Amadeus 1. af Savoyen-Carignano. Efter faderens død i 1741 blev han titulær fyrste af Carignano.

## Familie
Luigi Vittorio var gift med Kristine af Hessen-Rheinfels-Rotenburg (en søster til Polyxena af Hessen-Rheinfels-Rotenburg, der var dronning af Sardinien i 1730–1735). Kristine og Luigi Vittorio fik ni børn. Den ældre søn var:
- Victor Amadeus 2. af Savoyen-Carignano.

1. ↑  Navnet er anført på engelsk og stammer fra Wikidata hvor navnet endnu ikke findes på dansk.